# Médaille du Centenaire de la Grande Union

## Histoire
La médaille du Centenaire de la Grande Union (Medalia Centenarului Marii Uniri en roumain) est une médaille commémorative symbolisant l'achèvement d'un siècle depuis la fin de la participation de la Roumanie à la Première Guerre mondiale. Cette médaille est « décernée en reconnaissance des efforts déployés pour préserver l’identité nationale et la diffusion des valeurs culturelles roumaines, pour le dévouement avec lequel il a été impliqué dans l’organisation d’événements dédiés au Centenaire de la Grande Union », indique la Maison royale roumaine,.
La première remise de la Médaille Commémorative « Centenaire de la Grande Union » a eu lieu au Palais Cotroceni, le 28 novembre 2019, à l'occasion du 101e anniversaire de l'Union de la Bucovine avec la Roumanie, lorsque plusieurs institutions prestigieuses dans les domaines de l'éducation et de la recherche, respectivement de la culture et des cultes.
De nombreuses personnalités étrangères ont été décorés de cette médaille.

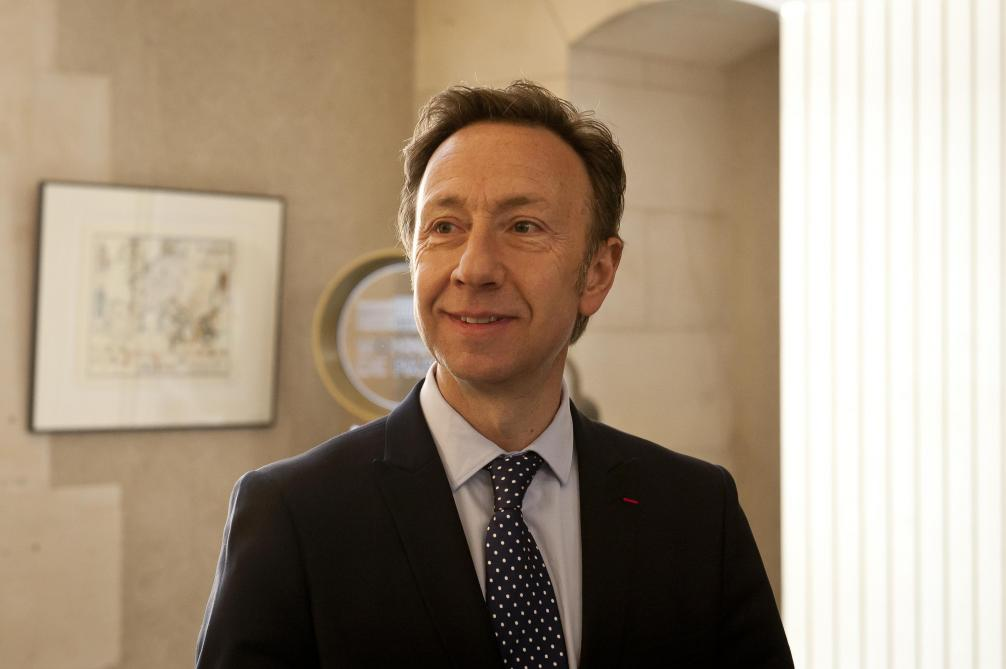
Stéphane Bern a été décoré de la Médaille du Centenaire de la Grande Union notamment dans le domaine de la culture et son émissions sur la royauté roumaine dans Secret d'Histoire.